# Marie Pavlovna de Russie (1786-1859)
Pour les articles homonymes, voir Marie Pavlovna de Russie.
 (mai 2019).
Si vous disposez d'ouvrages ou d'articles de référence ou si vous connaissez des sites web de qualité traitant du thème abordé ici, merci de compléter l'article en donnant les références utiles à sa vérifiabilité et en les liant à la section « Notes et références ».
Titre
Grande-duchesse de Saxe-Weimar-Eisenach
14 juin 1828 – 8 juillet 1853
(25 ans et 24 jours)
Marie Pavlovna de Russie (en russe Мария Павловна), est une grande-duchesse de Russie, devenue par son mariage grande-duchesse de Saxe-Weimar-Eisenach. Elle est née le 16 février 1786 à Saint-Pétersbourg et morte le 23 juin 1859 à Weimar.

## Biographie

### Enfance
La grande-duchesse Maria Pavlovna de Russie est le cinquième enfant et la troisième fille de Paul Ier de Russie et de Sophie-Dorothée de Wurtemberg. Elle est éduquée au palais de ses parents avec ses sœurs, et, dès sa petite enfance, la jeune grande-duchesse manifeste des goûts de « garçon manqué ». Marie fait partie des premières personnes vaccinées contre la variole et en garde de profondes cicatrices qui la défigurent. Avant cette maladie, la petite Macha était une ravissante petite fille, si jolie qu'elle était appelée « la perle de la famille ». Elle est la préférée de son père. Elle signe Marie en français et est connue ainsi, lorsque la conversation se fait en français. Elle est appelée Macha dans le cercle familial, et Marie en allemand.

### Mariage
Le 3 août 1804, elle épouse Charles-Frédéric de Saxe-Weimar-Eisenach. (1783-1853), fils de Charles-Auguste de Saxe-Weimar-Eisenach et de Louise de Hesse-Darmstadt.
De cette union naissent trois enfants :
- Marie de Saxe-Weimar-Eisenach (1808-1877) épouse en 1827 Charles de Prusse (1801-1883). Elle est la mère du prince Frédéric-Charles de Prusse,
- Augusta de Saxe-Weimar-Eisenach (1811-1890) épouse en 1829 Guillaume Ier, roi de Prusse et empereur d'Allemagne (1797-1888),
- Charles-Alexandre de Saxe-Weimar-Eisenach (1818-1901) épouse en 1842 Sophie des Pays-Bas (1824-1897).

Après leur mariage, le couple ducal séjourne durant neuf mois à Saint-Pétersbourg, avant de s'installer à Weimar où elle est accueillie par de grandes festivités et par la grand-mère de son mari, la duchesse douairière Anne-Amélie de Brunswick, connue pour son intelligence et ses dons de musicienne, qui a fait du duché une « Nouvelle Athènes ».
L'arrivée de la jeune Maria Pavlovna à Weimar coïncide également avec la montée en France de la puissance de Napoléon Bonaparte.

### Mécénat

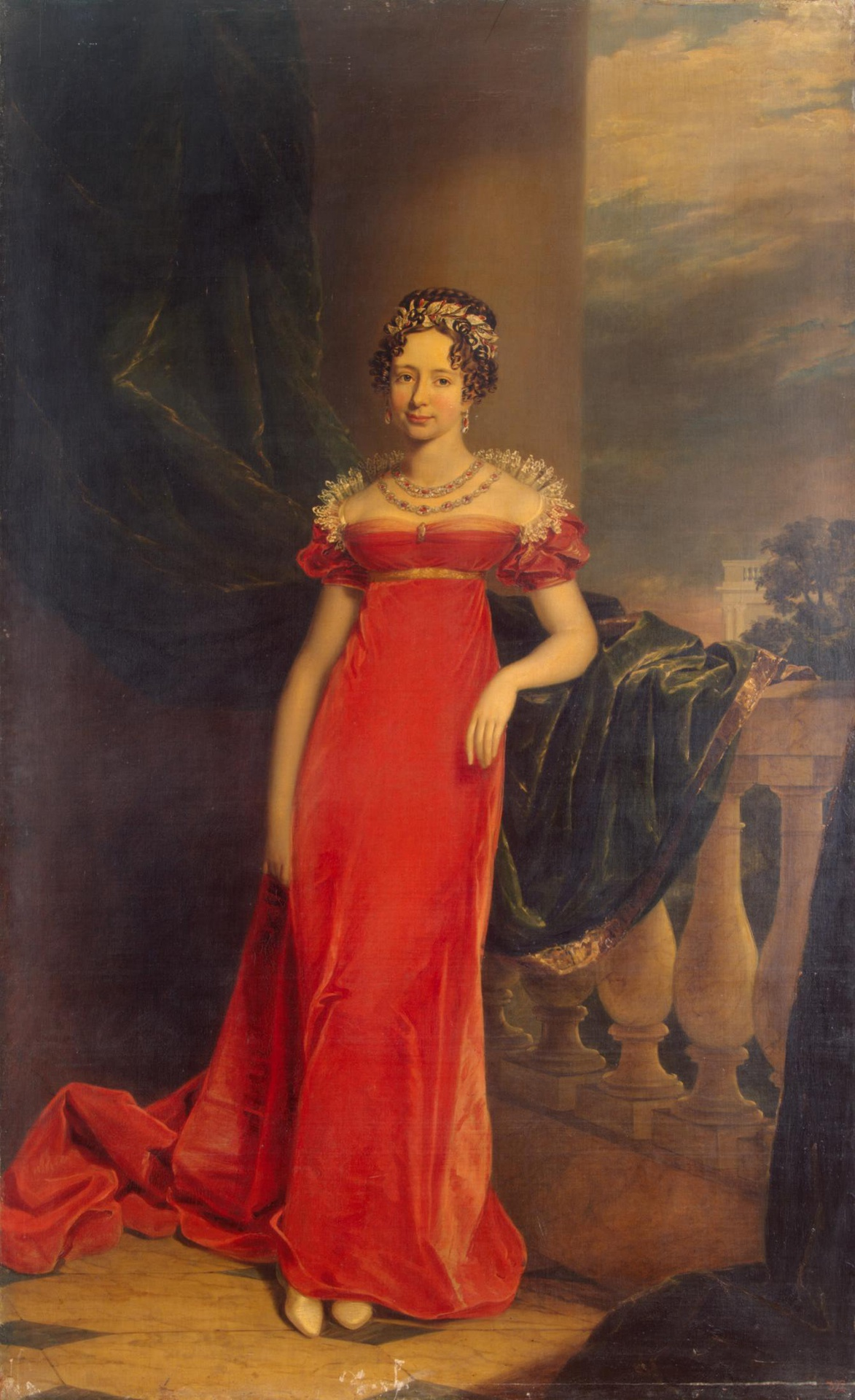
Portrait de la grande-duchesse de Saxe-Weimar-Eisenach, née Marie Pavlovna de Russie, vers 1825 (Musée de l'Ermitage).

La grande-duchesse de Saxe-Weimar-Eisenach manifeste toute sa vie beaucoup d'intérêt pour les arts et les sciences. Elle est la protectrice de l'art et des sciences de la Saxe-Weimar-Eisenach. Elle maintient une longue correspondance avec le poète russe Vassili Joukovski et l'un des derniers poèmes de Friedrich von Schiller lui est dédié. Elle assiste aux cours à l'Université d'Iéna, dont ceux donnés par le naturaliste et explorateur Alexander von Humboldt. La grande-duchesse joue un rôle déterminant dans la fondation de l'Institut Falk à Weimar.
Elle choisit comme tuteur pour son fils Charles-Alexandre le physicien genevois Frédéric Soret (de). Elle apprécie et invite à plusieurs reprises Goethe, ministre et mentor de son mari à Weimar.
Vers la fin de sa vie, elle invite à sa Cour le compositeur Franz Liszt. L'aggravation de sa surdité l'empêche d'apprécier la première de Lohengrin donnée le 12 août 1850 à Weimar par le compositeur allemand Richard Wagner.
Elle donne des soirées littéraires (Literarische Abende) où les chercheurs de l'Université d'Iéna et d'autres personnes étrangères au grand-duché de Saxe-Weimar-Eisenach sont invités à donner des conférences sur des sujets divers.
Plusieurs collections de l'Université d'Iéna bénéficient du mécénat de la grande-duchesse Marie, dont le cabinet grand-ducal oriental fondé en 1840 par l'orientaliste Johann Gustav Stickel (de).
Friedrich von Schiller loue ses « talents dans la musique et son amour de la lecture », quant à Goethe, il loue la grande-duchesse comme étant la femme de son temps.
Elle passait ses étés au château de Wilhelmsthal à côté d'Eisenach, où elle poursuit ses soirées littéraires. Elle y invite plusieurs fois Goethe, Liszt, son frère l'empereur Alexandre et son épouse Louise de Bade, ainsi que d'autres personnalités de renom.

### Protectrice des pauvres
La grande-duchesse Marie de Saxe-Weimar-Eisenach œuvre à la création d'une protection sociale pour les pauvres du grand-duché. Elle soutient la création d'une caisse d'épargne. Elle est considérée par ses sujets comme « l'ange des pauvres, des malades et des orphelins ».

### Œuvre politique
Le duché de Saxe-Weimar-Eisenach adhère à la confédération du Rhin en 1806. Après la victoire de l'armée française à la bataille d'Iéna et à la bataille d'Auerstaedt (14 octobre 1806), Marie Pavlovna quitte le duché pour y revenir en 1807. Elle se réfugie en Bohême pendant la campagne de Russie de 1812 et se met sous la protection des troupes autrichiennes. Après la défaite des armées napoléoniennes à la bataille de Leipzig (16 septembre 1813) la grande-duchesse Marie revient à Weimar.
En 1813, Charles-Frédéric de Saxe-Weimar-Eisenach adhère à la sixième coalition, et le grand-duché en est récompensé en 1815, lors du Congrès de Vienne.
Marie, sœur de l'empereur Alexandre, prend part au congrès de Vienne (1814-1815) où elle représente le duché de son époux. Elle obtient des gains territoriaux non négligeables au duché et obtient pour la Saxe-Weimar-Eisenach le titre de grand-duché.

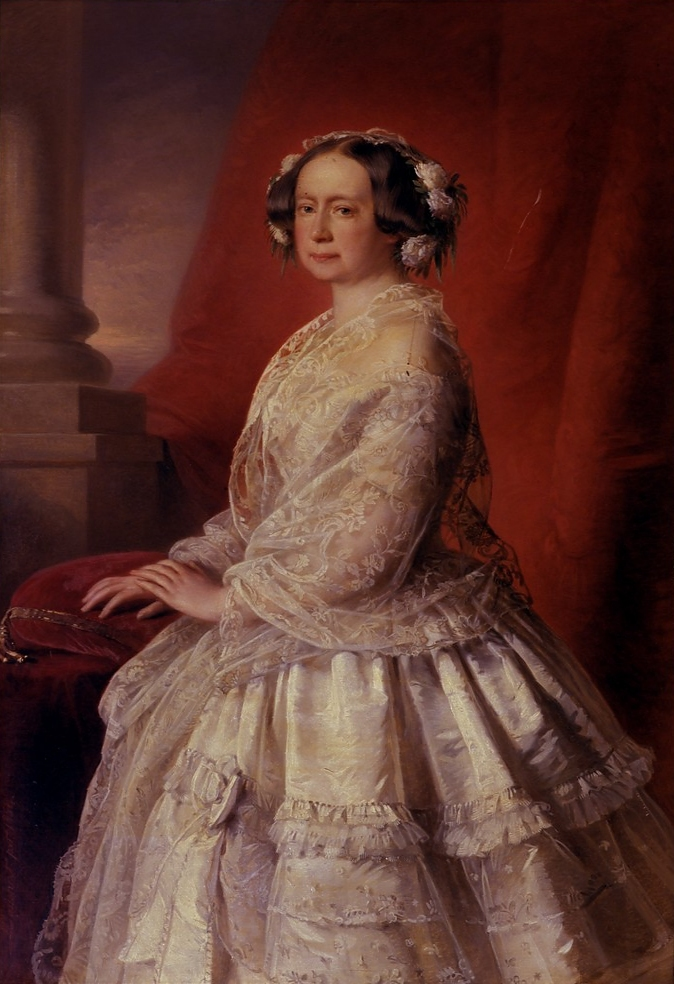
La grande-duchesse Marie de Saxe-Weimar-Eisenach.

### Dernières années
Après la mort du grand-duc Charles-Frédéric en 1853, Marie Pavlovna, âgée de 67 ans, se retire de la vie publique.
En 1856, sa petite-fille Louise de Prusse épouse le grand-duc Frédéric Ier de Bade et, l'année suivante, donne le jour au futur grand-duc Frédéric II de Bade (1857-1928). La grande-duchesse est alors arrière-grand-mère.
Le frère de la grande-duchesse de Bade, le futur Frédéric III d'Allemagne, épouse en 1858 la fille aînée de la reine Victoria. Le jeune couple donne en janvier de l'année suivante un arrière-petit-fils à la grande duchesse : le futur Kaiser Guillaume II d'Allemagne.

### Décès et inhumation
Maria Pavlovna de Russie meurt le 23 juin 1859 à Weimar. Elle est inhumée en la chapelle de Weimar, près de Goethe et de Schiller.

## Généalogie
Maria Pavlovna de Russie appartient à la première branche de la Maison d'Oldenbourg-Russie (Maison Holstein-Gottorp-Romanov) issue de la première branche de la Maison de Holstein-Gottorp, elle-même issue de la première branche de la Maison d'Oldenbourg.